# Alfred Gabriel Nathorst
Alfred Gabriel Nathorst, né le 7 novembre 1850 à Väderbrunn et mort le 20 janvier 1921 à Stockholm, est un géologue, paléobotaniste et explorateur arctique suédois.

## Biographie
Il fait un premier voyage au Spitzberg en 1870 puis entre en 1873 à la Commission géologique de la Suède, qu'il ne quittera qu'en 1884. En 1882-1883, il est membre de l'expédition arctique de Adolf Erik Nordenskiöld. Professeur de géologie (1884), il voyage de nouveau au Svalbard et explore l'île du roi Charles (1898). En 1899, à bord de l' Antarctic, il part au Groenland à la recherche de l'expédition de Salomon Andrée disparue depuis 1897 et pour y dresser une carte géographique.
Dès 1871, il étudie le développement post-glaciaire, paléozoïque et mésozoïque de l'Arctique et tertiaire du Japon et devient un des grands spécialistes de la paléobotanique de l'Arctique. 
Nathorst fut aussi conservateur du Muséum d'histoire naturelle de Suède de 1884 à 1917 et membre de l'Académie royale des sciences de Suède (1885).
De nombreuses espèces botaniques et animales portent son nom telles la Saxifraga nathorstii, la Williamsonia nathorstii ou la Laestadites nathorstii Mesch.
Au Groenland, une partie du Centre-Est porte son nom et au Spiltzberg, la Terre de Nathorst et le glacier Nathorstbreen.
En botanique, son abréviation est Nath..

## Œuvres
- Om nagra förmodade växtfossilier (1874)
- Bidrag till Sveriges fossila flora (1876)
- Floran vid Bjuf (1878)
- Mémoire sur quelques traces d'animaux sans vertèbres (1881)
- Palaeobotanical Pamphlets (1881)
- Gustafsberg (1881)
- Om floran i Skånes kolförande bildningar (Les Dépôts mésozoïques précrétacés de la Scanie) (1882)
- Contributions à la flore fossile du Japon (1883)
- Polarforskningens bidrag till forntidens växtgeografi (1883)
- Botaniska Anteckningar Fran Nordvestra Gronland (1884)
- Grönlands forntids växtverld (1884)
- Nouvelles observations sur des traces d'animaux et autres phénomènes d'origine purement mécanique décrits comme algues fossiles (1886)
- Jagtminnen från polartrakterna (1892)
- Förteckning på skrifter (1897)
- Två somrar i Norra Ishavet (2 vol. 1900)
- Fossil Plants from Franz Josef Land (1900)
- Skälfvande strängar (1901)
- Beiträge Zur Kenntnig Einiger Meszoiscen Cycadophyten (1902)
- Zur oberdevonischen Flora der Bären-Insel (1902)
- Antarctic : Ett minnesblad (1903)
- Bemerkungen über Clathropteris meniscioides Brongniart und Rhizomopteria cruciata Nathorst (1906)
- Über "Dictyophyllum" und "Camptopteris spiralis" (1906)
- Emanual Swedenborg såsom geolog (1906)
- Über Thaumatopteris Schenki Nath (1907)
- Carl von Linné säsom Geolog (1907)
- Emanuel Swedenborg as a Geologist (1908)